# Lodovico Lessona
Lodovico Lessona (Torino, 14 luglio 1928 – Varna, 4 novembre 1972) è stato un pianista italiano.

## Biografia
Lodovico Lessona, allievo di Arturo Benedetti Michelangeli, è stato il vincitore della prima edizione del Concorso pianistico internazionale Ferruccio Busoni (2º premio, siccome il 1° non venne assegnato). Attivo sia in ambito solistico sia cameristico, ha collaborato con artisti quali Salvatore Accardo e Libero Lana.
Nel 1968 fondò l'ensemble "Solisti di Torino", distintosi per vitalità interpretativa e impulso esplorativo in un repertorio spaziante dal classicismo alla contemporaneità: ne facevano parte Roberto Forte (violino), Luciano Moffa (viola) e Umberto Egaddi (violoncello); non di rado tale quartetto si ampliava includendo le voci di Alide Maria Salvetta, Elio Battaglia e Claudio Desderi, la pianista Franca Lessona (moglie di Lodovico e già sua collaboratrice in duo pianistico), Luigi Milani (contrabbasso), Pietro Moretti (violino), Maurizio Remmert (chitarra), Edgardo Garnero (clarinetto).
Lessona e i tre colleghi della formazione di base perirono nel novembre 1972 in un incidente aereo a Varna, in Bulgaria.
Lodovico Lessona si dedicò anche all'insegnamento presso il Conservatorio di Torino  e fu inoltre amico di infanzia di Piero Angela. 

## Documenti
Fra le rare testimonianze video che lo immortalano è da citare il documentario Arturo Benedetti Michelangeli - Il maestro dei maestri (Rai), in cui Lessona compare nel novero degli allievi del corso di perfezionamento tenuto ad Arezzo dal pianista bresciano nel 1959.